# Leave My Kitten Alone
Leave My Kitten Alone (deutsch sinngemäß: „Lass mein Kätzchen (Freundin) in Ruhe“) ist ein Lied von Little Willie John, das 1959 als Single A-Seite veröffentlicht wurde. Komponiert wurde es von Little Willie John, Titus Turner und James McDougal.
1995 wurde Leave My Kitten Alone von der britischen Band The Beatles auf ihrem Kompilationsalbum Anthology 1 veröffentlicht.

## Hintergrund
Little Willie John veröffentlichte im Juni 1959 die Single A-Seite Leave My Kitten Alone auf King Records, die Platz 60 der US-amerikanischen Charts erreichte.
Am 9. Januar 1961 veröffentlichte Johnny Preston seine Version von Leave My Kitten Alone als Single, die sich auf 73 der US-amerikanischen Charts platzierte.
Leave My Kitten Alone gehörte 1961/62 zum Liverepertoire der Beatles. Während der Studioaufnahmen zum Album Beatles for Sale nahmen die Beatles sechs Fremdkompositionen für das Album auf, da sie nicht genügend Eigenkompositionen hatten. Mit Leave My Kitten Alone spielten sie eine weitere Fremdkomposition ein, die die Beatles aber nicht für das Album verwendeten.
Paul McCartney sagte 1988 dazu: „Das war ein Johnny Preston Song, den wir in Liverpool zusammen mit all unseren Cavern (Club)-Sachen einstudiert hatten und der nur in unserem Repertoire war. Es war kein großes Ding, das wir früher gemacht haben, wir haben es gelegentlich aus dem Hut gezogen, und wir haben es auch aufgenommen.“
Mark Lewisohn stellte 1988 in seinem Buch The Complete Beatles Recording Sessions: The Official Story of the Abbey Road Years die Frage, ob Leave My Kitten Alone vielleicht nicht die bessere Wahl statt Mr. Moonlight für das Album Beatles for Sale gewesen wäre.
Am 25. Februar 1985 sollte das Beatles-Kompilationsalbum Sessions veröffentlicht werden, auf dem sich Leave My Kitten Alone befindet, darüber hinaus war es geplant die Single Leave My Kitten Alone / Ob-La-Di, Ob-La-Da (Alternate Version) zu veröffentlichen. Beide Projektvorhaben wurden nicht realisiert. Die Beatles-Version erschien dann, erst über 30 Jahre nach ihrer Aufnahme, am 20. November 1995 auf dem Album Anthology 1.

## Aufnahme von Little Willie John
Die Aufnahmen erfolgten am 3. Juni 1959 in einem Studio in New York City, USA. Produzent der Aufnahmen war Henry Glover.

## Aufnahme der Beatles
Leave My Kitten Alone wurde am 14. August 1964 in den Londoner Abbey Road Studios (Studio 2) mit dem Produzenten George Martin aufgenommen. Norman Smith war der Toningenieur der Aufnahmen. Die Band nahm insgesamt fünf Takes auf, die fünfte Version wurde für das Einspielen für Overdubs verwendet.
Die Aufnahmen der sieben Lieder dauerten zwischen 22 und 23:15 Uhr.
Eine Abmischung in Mono oder in Stereo erfolgte 1964 nicht.
Eine Stereoabmischung erfolgte 1984 von Geoff Emerick im Rahmen der Vorbereitungsarbeiten für das Album Sessions, das dann aber nicht veröffentlicht wurde. Eine weitere Abmischung durch Geoff Emerick erfolgte für die Veröffentlichung des Kompilationsalbums Anthology 1.
Besetzung:
- John Lennon: Gesang
- Paul McCartney: Bass, Klavier
- George Harrison: Leadgitarre
- Ringo Starr: Schlagzeug, Tamburin

## Veröffentlichung
- Im Juni 1959 wurde die Single Leave My Kitten Alone / Let Nobody Love You von Little Willie John veröffentlicht.[5]
- Im 1960 erschien das Album In Action von Little Willie John, auf dem sich ebenfalls Leave My Kitten Alone befindet.[6]
- Im Januar 1961 wurde die Single Leave My Kitten Alone / Token of Love von Johnny Preston veröffentlicht.[7]
- Am 20. November 1995 wurde Anthology 1 von den Beatles veröffentlicht, auf dem sich Leave My Kitten Alone befindet.

## Weitere Coverversionen
- 1964: Solomon Burke (Blues before Sunrise)[8]
- 1967: The Sonics (Introducing)[9]
- 1973: Reuben Bell[10]
- 1989: Elvis Costello (Elvis Costello's Kojak Variety)[11]
- 1995: The Kaisers (Beat it Up!)[12]
- 2015: Sara Gee & Ramblin Matt (Unplugged At Bop Street)[13]